# Bulbophyllum tumidum
Bulbophyllum tumidum är en orkidéart som beskrevs av Jaap J. Vermeulen. Bulbophyllum tumidum ingår i släktet Bulbophyllum och familjen orkidéer. Inga underarter finns listade i Catalogue of Life.